# 上津浦インターチェンジ
上津浦インターチェンジ（こうつうらインターチェンジ）は、熊本県天草市有明町上津浦にある熊本天草幹線道路（松島有明道路）のインターチェンジ。
当ICより天草市街方面は未開通で事業化すらされていない。

## 道路
- 熊本天草幹線道路（松島有明道路）

## 接続する道路
- 国道324号

## 周辺観光地
- 道の駅有明リップルランド
- 四郎ヶ浜海水浴場

## 最寄のバス停
- 産交バス 美の越バス停（普通バスのみ停車。以前はリップルランド内に「リップルランド」というバス停があったが、現在は廃止されているので存在しない。）

## 隣
熊本天草幹線道路（松島有明道路）
米の山IC - 上津浦IC

## 特記
- 天草市街方面からは国道324号を横切る立体式、熊本・三角方面からは、通常の交差となる。
- 入り口には「米の山ICまで無料」という標識が設置されている。